# Südfelde (Damme)
 Südfelde  ist ein Ortsteil der Stadt Damme im niedersächsischen Landkreis Vechta.

## Geografie und Verkehrsanbindung
Südfelde liegt südlich des Kernortes Damme, südöstlich der Dammer Berge und westlich des Dümmers an der L 80.
Das 220 ha große Naturschutzgebiet Dievenmoor liegt südlich.

## Wirtschaft
Östlich von Südfelde befindet sich der Windpark Borringhauser Moor.